# Derris robusta
Derris robusta är en ärtväxtart som först beskrevs av Dc., och fick sitt nu gällande namn av George Bentham. Derris robusta ingår i släktet Derris och familjen ärtväxter.

## Underarter
Arten delas in i följande underarter:
- D. r. assamica
- D. r. robusta